# Камар ад-Дін-хан
Камар ад-Дін (*д/н — бл. 1192) — улусбег (головний емір) та фактичний правитель Східного Чагатайського улусу (Могулістану) в 1368—1392 роках.

## Життєпис
Походив з монгольського племені дуглат. Про батьків нічого невідомо. разом з братом Пуладчі (Буладжі) був одним з військовиків хана Туглуг-Тимура. Втім Камар ад-Дін погиркався з останнім, оскільки після смерті брата Пуладчі хан призначив улусбегом не його, а небожа Худайдаду.
У 1368 році влаштував змову проти нового хана Ільяс-Ходжи, якого разом з 18 членами родини було вбито. Камар ад-Дін оголосив себе улугбегом, а свого брата Шамс ад-Діна призначив правителем Могулістану. Проте ці дії Камар ад-Діна не визнало більшість племен, а Худадйдада надав притулок Хизр-Ходже, братові Ільяс-Ходже, що отаборився в Бадахшані. Втім протягом 1368—1369 років Камар ад-Дін вдалося прибокарти більшість повсталих місцевих правителем.
За цим він спробував знову підкорити західний Чагатайський улус, розраховуючи на послаблення тамтешнього правителя Тимуру, який нещодавно завершив війну проти еміра Хусейна. У 1370 році війська вдерлися до східних областей Мавераннахру, що було пограбовано. у відповідь Тимур сплюндрував південь Могулістану. З цього моменту починаються постійні війни з державою Тимура. У 1375 році останній вдруге вдерся до Могулістану, завдавши Камар ад-Дін поразки у місцині Баркай-і Гуріян. Камарад-Дін втік до гір Тянь-Шаня.
У 1376 році Камар ад-Дін зібравши нові сили сплюндрував частину ферганської долини, дійшов до Узгенда й повернувся до Могулістану. Втім війська Тимур рушили за ним й у місцині Арп-Язи Камар ад-Дін зазнав поразки. ще однупоразки зазнав у Семиріччі, відступившидалі на схід. після повернення Тимура до Мавераннахру, Камар ад-Дін відновиввладу. Проте постійні поразки знизили потугу й авторитет улусбега, в результаті чого від Могулістану відкололисяплемена аркенут, баарин, булгачи, меркіт.
У 1387 роціспрямував посольство до Тохтамиша, хана Золотої орди, пропонуючи спільні дії проти Тимура (Тамерлана). У 1387—1389 роках декілька разів зазнав поразок від останнього, який сплюндрував Семиріччя. Водночас у 1389 роціКашгар та усю область захоплено Хизр-Ходжою з Чингізидів. 
У 1390 році Камар ад-Дін зазнав поразки від військ Тамерлана, що захопили Семиріччя, столицю Алмалик. після цього Камар ад-Діна атаковано племенем каучін, що завдано улусбегу значної шкоди. Потім він відступив за Іртиш, сховавшись в Моногольському Алтаї. У 1392 році Камар ад-Дін зберігав деяківолодіння у східному Могулістані. Проте напевне невдовзі помер від водянки.